# Иван Добровски
Иван Жельов Добровски е просветен деец и общественик от времето на Българското Възраждане.

## Биография

### Млади години и образование
Син на сливенски калпакчия и търговец, негов брат е елинистът Панайот Добровски. Добровски посещава гръцкото училище в града (1819 – 1821). Поради болест прекъсва учението си и започва работа в бакалски дюкян. След Руско-турската война от 1828 – 1829 г. семейството му се преселва в Плоещ. Добровски става деловодител на търговеца Параскевас Николау в Одеса, а впоследствие – на вуйчо си А. х. Костов в Цариград. Със спестените от това пари заминава да учи в прочутата тогава школа на Теофилос Каирис на остров Андрос (1836 – 1839). След закриването ѝ продължава образованието си в Атина (1839 – 1840). 

### Книжовна и обществена дейност
Заедно с други ученици на Каирис Добровски основава Славяно-българско ученолюбиво дружество. Негов председател е Захари Струмски, а Иван Добровски е негов деловодител. Целта е новооснованата организация да помогне за национално пробуждане на българите.
През 1840 – 1847 г. Добровски пътува до Белград, Букурещ, Сливен, Цариград. През 1847-1850 учителства на остров Самос.   Най-накрая  се установява във Виена (1848).  Тук попада в славянска среда - движи се сред чехи и хървати. Запознава се дори с Павел Шафарик.  С паричната помощ на Антон Цанков издава във Виена пет книжки на енциклопедичното списание „Мирозрение“ (1850 – 1851). През 1851  посещава  Румъния, Германия и Англия; стига дори до Ню Йорк.  През 1851 той общува с дейците, които две години по-късно ще основат Добродетелната дружина. През 1852 той се свързва със Славянофилските кръгове в Русия и съставя изложения до император Николай I (1825-1855), за автономно българско княжество с участието на руски войски.  Между 1853 и 1855 пътува в Германия и Англия; стига дори до Ню Йорк.  Връща се в родината си и учителства в елинското взаимоспомагателно училище Котел (1855 – 1859), където въвежда изучаване на френски език. Той участва в легалните националносвободителни движения.
През 1870 г. издава в Букурещ два броя на подновеното списание „Мирозрение, или Български инвалид“. Избран е да представлява Сливен на Първия църковно-народен събор (1871). Посещава Санкт Петербург и подава до император Александър II изложение за освобождаването на заддунавските славяни (1873). През 1874 – 1879 г. живее в Цариград, но не участва в обществения живот. Изпада в материално затруднение, но за заслугите си е подпомаган финансово от Българската екзархия.
След Освобождението е уредник на Пловдивската библиотека (1882 – 1883). В Пловдив Иван Шишманов се среща с Добровски малко преди смъртта му и записва неговите житейски спомени.

## Памет
На Иван Добровски е наречена улица в квартал „Васил Левски“ в София (Карта).